# 온 (불교)
온(蘊, 산스크리트어: स्कन्ध skandha 스칸다, 팔리어: khandha 칸다, 영어: aggregate, mass, heap)은 초기불교 이래의 불교의 대표적 법체계인 5온(五蘊)과 특히 관련된 용어이다. 세친의 설일체유부의 논사로서의 저작인 《아비달마구사론》에 따르면 온의 뜻에 대해서는 불교 내에서 다음의 3가지의 주장이 있는데 《아비달마구사론》에 따르면 불교 경전에서 말하는 온(蘊) 즉 고타마 붓다가 설한 5온의 온(蘊)은 이들 중 첫 번째의 화합 · 적취의 뜻이다. 이러한 전통적인 견해와 일치하여, 현대의 불교용어 사전들을 포함한 불교 일반에서 대체로 온(蘊)을 화합 · 적취 · 집합의 뜻으로 해석하고 있다.
- 화합(和合) · 적취(積聚): 유위법들의 무더기 · 집합체를 뜻함[7][8]

- 어깨[肩]: '결과라는 무거운 물건'이 적취된 곳[物所聚]을 뜻함[9][10] → 온의 원어 스칸다(skandha)의 다른 번역어인 음(陰)의 뜻과 관련됨

- 부분(部分) · 분단(分段: 나누어질 수 있음)[11][12]

모니어 모니어윌리엄스(Monier Monier-Williams)의 《산스크리트어-영어 사전》에 따르면, 산스크리트어 스칸다(skandha)에는 이들 세 가지 뜻 외에도 다른 여러 뜻들이 있는데, 이 사전의 "skandha" 항목에서 제일 처음에 나오는 대표적인 뜻은 어깨(shoulder, 肩)이며, 불교에서 구성요소(constituent element)의 뜻으로 쓰이고 있다고 설명되어 있다.
미륵의 《변중변론송》과 그 주석서인, 세친의 유식유가행파의 논사로서의 저작인 《변중변론》에 따르면 온(蘊)에는 비일(非一: 하나가 아님, 복수의 품류가 있음) · 총략(總略: 복수의 품류를 묶어서 하나로 함) · 분단(分段: 나눌 수 있음)의 3가지 뜻이 있다. 세친은 《변중변론》에서 이들 3가지 뜻이 모두 '적취의 뜻[聚義]' 즉 '다수의 유위법의 집합이라는 뜻'의 세분화인 것으로 보고 있다. 한편, 이러한 적취의 뜻과는 달리 온의 뜻을 해석하기도 하는데 그 대표적인 것이 천태종의 개조인 지의의 《마하지관》에 나오는 견해로, 지의는 현장 이전의 인물로 신역(新譯)의 온(蘊)이라는 번역어가 사용되기 전의 인물이었기 때문에 구역(舊譯)의 음(陰)이라는 번역어를 사용하고 있는데, 《마하지관》에 따르면 음(陰)에는 음개(陰蓋: 가리고 덮음)와 적취(積聚: 생사중답, 즉 윤회를 거듭하여 반복함)의 2가지 뜻이 있다.
산스크리트어 원어 스칸다(skandha)를 음역하여 색건타(塞建陀) 또는 새건다(塞建陀)라고도 한다.
구역(舊譯)에서는 음(陰) 또는 중(衆, 眾)이라고 번역하고 있는데, 이 두 낱말은 모두 온(蘊)에 비해 원어가 함축하는 의미를 제대로 살리지 못한 번역어라는 평가가 존재한다. 그럼에도 불구하고, 원어 스칸다(skandha)를 번역하기는 '온(蘊)'으로 번역하지만 그 뜻은 음(陰)이라는 번역어에 담긴 뜻으로 해석하는 경전과 논서도 드물지 않게 존재한다. (참고: 아래의 음(陰) 문단)
《아비달마구사론》에 따르면, 화합 · 적취의 뜻은 유위법에만 해당되는 것으로 무위법에는 이러한 의미가 해당될 수 없기에, 5온 · 5취온 · 5무루온은 현상계에서 실제로 존재하고 또한 이러한 용어가 사용되지만 무위온(無爲蘊)이라는 것은 존재하지 않는다.

## 주요 출전
세친은 《아비달마구사론》 제1권과 《변중변론》 중권에서 온(蘊)의 뜻[義]과 품류(品類) 그리고 상(相)에 대해 정의하고 설명하고 있다. 또한 《아비달마구사론》에서는 왜 무위법은 온이 아닌가 등을 설명하고 있다. 그리고 《아비달마구사론》에서는 온의 뜻에는 분단(分段: 나누어질 수 있음)의 뜻이 있다는 것에 대해 언급만 하고 다른 주제로 넘어가는데, 《변중변론》에서는 분단의 뜻이 무엇인지를 설명하고 있다.
이러한 정의와 설명의 근거, 즉 성교량(聖敎量)으로써 두 논서는 고타마 붓다의 다음의 두 가지 설법을 사용하고 있다.

### 첫 번째 성교량
첫 번째는 《아비달마구사론》 제1권과 《변중변론》 중권 모두에 나오는 것으로 다음과 같다. 이 문서의 이하의 내용에서는 고타마 붓다의 이 설법을 가리켜 '첫 번째 성교량'이라 언급한다.
 諸所有色。若過去若未來若現在。若內若外。若麤若細。若劣若勝。若遠若近。如是一切略為一聚。說名色蘊。

 
존재하는 모든 색으로서 혹은 과거의 것이거나, 혹은 현재의 것이거나, 혹은 미래의 것이거나, 혹은 내적인 것이거나, 혹은 외적인 것이거나, 혹은 거친 것이거나, 혹은 미세한 것이거나, 혹은 저열한 것이거나, 혹은 수승한 것이거나, 혹은 멀리 있는 것이거나, 혹은 가까이 있는 것, 이와 같은 일체의 것을 간추려 하나의 무더기[一聚]로 삼은 것을 설하여 '색온'이라고 이름한다.
 — 《아비달마구사론》 제1권. 한문본 & 한글본
《변중변론》 중권. 한문본 & 한글본

### 두 번째 성교량
두 번째는 《변중변론》 중권에만 나오는 것으로 다음과 같다. 이 문서의 이하의 내용에서는 고타마 붓다의 이 설법을 가리켜 '두 번째 성교량'이라 언급한다.
 說名色蘊等各別安立色等相故。

 
색온(色蘊) 등이라고 이름하는 것은 그 각각이 나뉘어져서[別] 색경[色] 등의 상(相)을 안립하기 때문이다.
 — 《변중변론》 중권. 한문본 & 한글본

## 온의 품류차별
세친은 《아비달마구사론》에서 '첫 번째 성교량'에 근거하여 색온의 세부 유형을 차별짓고 있다. 이러한 '차별지음 또는 차별지을 수 있음'과 '그 차별지음에 의해 구분된 유형들'을 가리켜 전통적인 용어로 각각 품류차별(品類差別)과 품류(品類)라고 하는데, 세친은 색온에 총 11가지의 품류차별 또는 품류, 즉 11품류(十一品類)가 있다고 말하고 있다.
그리고, '첫 번째 성교량'에서는 비록 색온에 대해서만 언급하고 있지만, 그 내용은 수온 · 상온 · 행온 · 식온의 각각에 모두 적용되며, 따라서 각각의 온마다 총 11가지의 품류 또는 품류차별, 즉 11품류가 있다고 말하고 있다. 다만, 각 온마다의 특성에 따라 약간의 차이가 있는데, 예를 들어 식온의 경우에서 5근을 소의로 하는 식을 '거친 것[麤]'이라고 하고 의근을 소의로 하는 식을 '미세한 것[細]'이라 하는 것과 같은 약간의 차이들이 있다고 말하고 있다.
'첫 번째 성교량'과 이 성교량 안에 나타난 11품류에 대한 《아비달마구사론》에서의 세친의 설명은 다음과 같다.
 諸所有色。若過去若未來若現在。若內若外。若麤若細。若劣若勝。若遠若近。如是一切略為一聚。說名色蘊。

 
존재하는 모든 색으로서 혹은 과거의 것이거나, 혹은 현재의 것이거나, 혹은 미래의 것이거나, 혹은 내적인 것이거나, 혹은 외적인 것이거나, 혹은 거친 것이거나, 혹은 미세한 것이거나, 혹은 저열한 것이거나, 혹은 수승한 것이거나, 혹은 멀리 있는 것이거나, 혹은 가까이 있는 것, 이와 같은 일체의 것을 간추려 하나의 무더기[一聚]로 삼은 것을 설하여 '색온'이라고 이름한다.
 — 《아비달마구사론》 제1권. 한문본 & 한글본
1. 과거(過去: 과거의 것): 무상하여 이미 없어진 색[29][30]
2. 미래(未來: 미래의 것): 아직 생겨나지 않은 색[31][32]
3. 현재(現在: 현재의 것): 이미 생겨난 색으로 아직 없어지지[落謝] 않은 것[33][34]
4. 내(內: 내적인 것): 자신 즉 자기의 소의신, 또는 5근[35][36]
5. 외(外: 외적인 것): 자신 밖의 모든 것 즉 자기의 소의신 밖의 모든 것, 또는 5경과 법경의 법처소섭색(무표색)[35][36]
6. 추(麤: 거친 것): 유대색(有對色: 대할 수 있는 색, 즉 질애성이 있는 색),[37][38] 또는 5근에 의하여 인식되는 색[39][40]
7. 세(細: 미세한 것): 무대색(無對色: 대할 수 없는 색, 즉 질애성이 없는 색),[37][38] 또는 의근에 의하여 인식되는 색[39][40]
8. 열(劣: 저열한 것): 오염된 색,[41][42] 또는 뜻에 맞지 않은 색 즉 마음에 들지 않는 색[非可意][43][44]
9. 승(勝: 수승한 것): 오염되지 않은 색,[45][46] 또는 뜻에 맞는 색 즉 마음에 드는 색[可意][47][48]
10. 원(遠: 멀리 있는 것): 과거와 미래의 색,[49][50] 또는 볼 수 없는 곳에 존재하는 색[不在可見處] 즉 가히 볼 수 없는 색[51][52]
11. 근(近: 가까이 있는 것): 현재의 색,[53][54] 또는 볼 수 있는 곳에 존재하는 색[在可見處] 즉 가히 볼 수 있는 색[55][56]

온에 위와 같은 품류차별이 있다는 것은, 역으로 이야기 하면 위와 같은 품류차별이 없는 것은 온이라고 할 수 없다는 것을 뜻한다. 예를 들어, 《아비달마구사론》에서는 무위법을 온이라고 할 수 없는 이유로 3가지를 들고 있는데, 그 중에 하나가 무위법에 이러한 품류차별이 존재하지 않는다는 것이다.
한편, 품류(品類)와 상(相)의 차이는 후자는 어떤 자성 즉 본질적인 성질을 가리키는 말로서 상(相)으로 인해 개별 법은 다른 법과 구별되게 된다. 이에 비해 품류(品類)는 과거 · 현재 · 미래, 내외(內外), 추세(麤細), 열승(劣勝), 원근(遠近) 등의 구분에서 보듯이 본질적인 성질을 기준하여 여러 법들을 분류하는 것이 아니라 '대비(對比)'라는 다소 실용적이고 실천적인 기준에서, 특히 인간의 현재 존재를 기준하여 구분하는 것이다. 따라서, 어떤 법은 복수개의 품류에 속할 수 있다. 예를 들어, 제6의식이 번뇌에 오염된 상태인 경우, 이 때의 제6의식은 오염되었기 때문에 열(劣: 저열한 것)의 품류에 속하고 의근을 의지처로 하기 때문에 세(細: 미세한 것)의 품류에 속한다.  반면, 자성 즉 상(相)에 의한 구분에서는 어떤 법은 반드시 '해당 자성의 부류[法相]'에만 속할 수 있다. 예를 들어, 색경(色境)에 속한 빨간색은 성경(聲境)에 속할 수 없다. 다른 예로는, 제6의식이 번뇌에 오염되었다고 해서 제6의식이 자신의 자성을 잃어버리고 전5식에 속하게 된다거나 제7말나식이 된다거나 하지 않는다.

## 온의 뜻

### 아비달마구사론

#### 화합·적취
세친은 《아비달마구사론》에서 '첫 번째 성교량'에 근거하여 온(蘊, skandha)의 뜻을 '온갖 유위법의 화합(和合) · 적취(積聚)'라고 정의하고 있다.
 諸有為法和合聚義是蘊義。如契經言。諸所有色。若過去若未來若現在。若內若外。若麤若細。若劣若勝。若遠若近。如是一切略為一聚。說名色蘊。由此聚義蘊義得成。

 
온갖 유위법의 화합·적취(積聚, rāśi)의 뜻, 이것이 바로 '온(skandha)'의 뜻이니, 계경에서 말하고 있는 바와 같다. 즉 "존재하는 모든 색으로서 혹은 과거의 것이거나, 혹은 현재의 것이거나, 혹은 미래의 것이거나, 혹은 내적인 것이거나, 혹은 외적인 것이거나, 혹은 거친 것이거나, 혹은 미세한 것이거나, 혹은 저열한 것이거나, 혹은 수승한 것이거나, 혹은 멀리 있는 것이거나, 혹은 가까이 있는 것, 이와 같은 일체의 것을 간추려 하나의 무더기[一聚]로 삼은 것을 설하여 '색온'이라고 이름한다"고 하였으니, 이 같은 사실에 따라 적취의 뜻은 온의 뜻이 될 수 있는 것이다.
 — 《아비달마구사론》 제1권. 한문본 & 한글본

#### 어깨
《아비달마구사론》에 따르면, 온(蘊, skandha)을 '어깨[肩]'의 뜻이라고 해석하는 불교 내부의 견해가 있다.
보다 정확히 말하면, 이것은 세상에서 일반적으로 온의 뜻을 어깨[肩]라고 하는 것과 어깨는 물건을 옮길 때 물건을 적취(積聚)하는 곳이라는 의미에 근거하여, 불교 경전에서 말하는 '온'을  무거운 짐을 지고 있다는 뜻, 즉 결과(과보)를 지고 있다는 뜻으로 해석하는 것이다.
즉, 전찰나의 색 · 수 · 상 · 행 · 식의 5온 즉 심신(身心)을 연으로 하여 후찰나의 5온 즉 심신이 있다고 하는 상속의 뜻과 나아가 과거세의 5온으로 지은 원인에 의해 현재세의 과보로서의 5온이 있고 현재세의 5온으로 짓는 원인에 의해 미래세의 과보로서의 5온이 있다는 상속의 뜻 즉 생사윤회의 상태를 비유로서 결과라는 무거운 짐을 지고 있다고 말한 것으로, 이러한 뜻에서 온의 뜻이 '어깨[肩]'라고 한 것이다.

#### 부분·분단
《아비달마구사론》에 따르면, 온(蘊, skandha)을 부분(部分) · 분단(分段: 나누어질 수 있음)의 뜻이라고 해석하는 불교 내부의 견해가 있다.
《아비달마구사론》에서는 부분(部分) · 분단(分段)의 의미가 무엇인지에 대해 구체적으로 해설하고 있지 않으며, 다만 온의 뜻으로 분단(分段)을 주장하는 견해가 있다는 것만을 언급하고 있다.
 或有說者。可分段義是蘊義。故世有言。汝三蘊還我當與汝。

 
혹은 어떤 이는 설하기를, "나누어질[分段] 수 있다는 뜻이 바로 '온'의 뜻으로, 그래서 세간에서는 '그대가 3온(부분)을 돌려주면 나도 마땅히 그만큼을 그대에게 주겠노라'고 말하는 것이다"고 하였다.
 — 《아비달마구사론》 제1권. 한문본 & 한글본

### 변중변론송·변중변론
미륵의 《변중변론송》과 그 주석서인 세친의 《변중변론》에 따르면 온(蘊)에는 비일(非一: 하나가 아님, 복수의 품류가 있음) · 총략(總略: 복수의 품류를 묶어서 하나로 함) · 분단(分段: 나눌 수 있음)의 3가지 뜻이 있다.
 初蘊義云何應知。頌曰。
 非一及總略 分段義名蘊
 
먼저 온의 뜻이 무엇인지 마땅히 알아야 할 것이다. 게송으로 말한다.

 비일(非一: 하나가 아님)과 총략(總略: 묶어 간략히 함)과

 분단(分段: 나눌 수 있음)의 뜻을 온(蘊)이라 이름한다.
 — 《변중변론》 제1권. 한문본 & 한글본
간략히 말하면, 비일(非一)의 문자 그대로의 뜻은 '하나가 아님'으로, 온에는 과거(過去: 과거의 것) · 미래(未來: 미래의 것) · 현재(現在: 현재의 것) 등의 11가지의 품류가 있다는 것을 뜻한다. 총략(總略)의 문자 그대로의 뜻은 '총괄하여 간략히 한다'로, 이들 11가지 품류에 속한 모든 법을 모두 모아서 온이라고 한다는 것을 뜻한다. 분단(分段)의 문자 그대로의 뜻은 '부분으로 나눔', '나누어진 단' 또는 '나눌 수 있음'인데, 자성에 따라 온이 여러 법으로 나뉜다는 것을 뜻한다. 즉, 달리 말하면, 각각의 온은 자성에 따라 구분된 여러 법을 구성요소로 하여 이루어진다는 것을 뜻한다.
세친은 《변중변론》에서 이들 3가지 뜻이 모두 '적취의 뜻[聚義]' 즉 '다수의 유위법의 집합이라는 뜻'의 세분화인 것으로 보고 있다.

#### 비일
세친은 《변중변론》에서 비일(非一: 하나가 아님)의 뜻에 대해 다음과 같이 '첫 번째 성교량'을 들어서 설명하고 있다.
 一非一義。如契經言。諸所有色等。若過去若未來若現在若內若外若麤若細若劣若勝若遠若近。

 
첫 번째 비일(非一: 하나가 아님)의 뜻은 계경에서 "존재하는 모든 색으로서 혹은 과거의 것이거나, 혹은 현재의 것이거나, 혹은 미래의 것이거나, 혹은 내적인 것이거나, 혹은 외적인 것이거나, 혹은 거친 것이거나, 혹은 미세한 것이거나, 혹은 저열한 것이거나, 혹은 수승한 것이거나, 혹은 멀리 있는 것이거나, 혹은 가까이 있는 것"이라고 말하고 있는 바와 같다.
 — 《변중변론》 제1권. 한문본 & 한글본
이에 따르면, 비일(非一)은 색온 · 수온 · 상온 · 행온 · 식온의 각각에 과거(過去) · 미래(未來) · 현재(現在) · 내(內) · 외(外) · 추(麤) · 세(細) · 열(劣) · 승(勝) · 원(遠) · 근(近)의 총 11가지의 품류차별 또는 품류가 있는 것을 뜻한다.

#### 총략
세친은 《변중변론》에서 총략(總略: 총괄하여 간략히 함, 묶어 간략히 함)의 뜻에 대해 다음과 같이 '첫 번째 성교량'을 들어서 설명하고 있다.
 二總略義。如契經言。如是一切略為一聚。

 
두 번째 총략(總略: 묶어 간략히 함)의 뜻은 계경에서 "이와 같은 일체의 것[즉, 11품류에 속한 모든 법]을 간추려 하나의 무더기[一聚]로 삼은 것"이라고 말하고 있는 바와 같다.
 — 《변중변론》 제1권. 한문본 & 한글본
이에 따르면, 총략(總略)은 과거(過去) · 미래(未來) · 현재(現在) · 내(內) · 외(外) · 추(麤) · 세(細) · 열(劣) · 승(勝) · 원(遠) · 근(近)의 총 11가지의 품류차별 또는 품류에 속한 모든 법을 묶어서 하나의 온으로 설정하는 것을 뜻한다. 예를 들어, 색(물질)의 자성인 변애성(變礙性)을 충족하는, 이들 11품류의 모든 법을 묶어서 색온으로 설정하는 것이 '총략'에 해당한다.

#### 분단
세친은 《변중변론》에서 분단(分段: 나눌 수 있음)의 뜻에 대해 다음과 같이 '두 번째 성교량'을 들어서 설명하고 있다.
 三分段義。如契經言。說名色蘊等各別安立色等相故。

 
세 번째 분단(分段: 나눌 수 있음)의 뜻은 계경에서 "색온(色蘊) 등이라고 이름하는 것은 그 각각이 나뉘어져서[別] 색경[色] 등의 상(相)을 안립하기 때문이다"라고 말하고 있는 바와 같다.
 — 《변중변론》 제1권. 한문본 & 한글본
이에 따르면, 분단(分段)은 온은 자성[相]에 따라 구분되는 여러 법들로 나뉜다는 것을 뜻한다. 역으로 말하면, 자성에 따라 구분된 여러 법들이 구성요소가 되어 온을 구성한다는 것을 뜻한다.
예를 들어, 대승불교의 유식유가행파의 교학에 따를 때, 색온이 안근 · 이근 · 비근 · 설근 · 신근 · 색경 · 성경 · 향경 · 미경 · 촉경 · 법처소섭색의 총 11가지 법으로 나뉜다는 것, 역으로 말하면, 색온이 이들 11가지 법(法) 또는 법상(法相)으로 구성되는 것을 말한다.
여기서 주의할 점은, 온을 설정할 때는 11품류에 속한 법을 모두 모아서 온을 설정하지만 온을 분단(分段)할 때는 품류에 따라 분단하는 것이 아니라 자성[相]에 따라 분단한다는 것이다. 말하자면, 쉽게 생각할 수 있는 분류 또는 경험적인 분류로서 개별 법이 복수개의 품류에 속하는 것을 허락하는 분류인 11품류에 따라 거기에 속한 법들을 모두 모아 온으로 설정한 후 그 온에 소속된 모든 법들을 엄밀히 규정된 본질적 성질[相]에 따라 명확히 나눔으로써 개개의 법이 반드시 1가지 '세부 소속처[相 또는 法相]'에 속하게 한다는 것이다.

## 온의 다른 번역어
구역(舊譯)에서는 산스크리트어 원어 스칸다(skandha) 또는 팔리어 원어 칸다(khandha)를 음(陰) 또는 중(衆, 眾)이라고 번역하고 있다.

### 중(衆, 眾)
구역(舊譯)의 음(陰) 또는 중(衆, 眾)이라는 번역어 가운데
후자의 중(衆, 眾)이라는 번역어는 화합 · 적취의 뜻으로, 대체로 온(蘊)과 같은 의미라고 보아 이견이 많지 않다. 다만, 규기(窺基: 632~682)는 《대승법원의림장(大乘法苑義林章)》 제5권에서 중(衆, 眾)은 산스크리트어 상가(saṃgha, 승가, 僧伽)의 번역어로 삼는 것이 적절할 것이라는 취지의 진술을 하고 있다.

### 음(陰)
구역(舊譯)의 음(陰) 또는 중(衆, 眾)이라는 번역어 중
전자의 음(陰)이라는 번역어는
후자의 중(衆, 眾)에 비해 이견이 상당한데, 구역(舊譯)의 경우 견해가 크게 두 가지로 나뉘고 있다.

#### 음부(蔭覆)·적취(積聚)
첫 번째 견해는 음(陰)은 음부(蔭覆)와 적취(積聚)의 두 가지를 뜻한다는 견해이다.  이 견해에서의 음부(蔭覆)는 음개(陰蓋)라고도 하는데, 색 · 수 · 상 · 행 · 식의 유위법이 진리를 가리고 덮는다[蔭覆, 陰蓋]는 것, 선법(善法)을 가리고 덮는다는 것을 의미한다. 이 뜻은 원인의 측면에서의 의미이다. 그리고 적취(積聚)는 생사중답(生死重沓) 즉 생사윤회가 거듭하여 반복되고 있는 것을 뜻한다. 이 뜻은 결과의 측면에서의 의미이다. 즉 색 · 수 · 상 · 행 · 식의 5종의 유위법의 개별적 · 총체적 적취, 즉 5온의 가화합, 즉 아직 깨닫지 못한 상태의 인간 존재라는 결과물은 음부(蔭覆: 진리가 가려지고 덮임)라는 원인으로 인해 결과된 '윤회하는 상태'를 뜻한다. 수나라 시대의 지의(智顗: 538~597)가 《마하지관(摩訶止觀)》 제5권에서 이러한 견해를 진술하고 있다.
 陰者陰蓋善法。此就因得名。又陰是積聚。生死重沓此就果得名。

 
음(陰)은 선법을 가리고 덮는 것[陰蓋善法]이다. 이것은 원인에 대한 이름이다. 또한 음(陰)은 적취(積聚)이다. 즉 생사를 거듭하여 반복하는 것[生死重沓]이다. 이것은 결과에 대한 이름이다.
 — 《마하지관》 제5권. 한문본

#### 적취(積聚)
두 번째 견해는 음(陰)은 적취(積聚)의 한 가지 뜻이라는 견해이다. 이 견해에서의 적취는 적다법(積多法) 즉 다수의 법이 모인 것 또는 쌓인 것을 의미한다. 즉 이 견해는 색 · 수 · 상 · 행 · 식의 유위법은 다수의 법의 적취 또는 집합을 본질로 한다는 견해이다. 수나라 시대의 혜원(慧遠: 523~592)이 《대승의장(大乘義章)》 제8권에서 이러한 견해를 진술하고 있다. 이 견해는 《아비달마구사론》과 《변중변론》에 나타난 세친의 견해와 동일하다.
 此之五種。經名為陰。亦名為眾。聚積名陰。陰積多法。故復名眾。

 
이들 [색 · 수 · 상 · 행 · 식의] 5가지를 경전에서는 음(陰)이라고 이름하고 있으며 또한 중(眾)이라고도 이름하고 있다. 취적(聚積: 모여서 쌓임)을 음(陰)이라고 이름한 것으로 음은 다수의 법이 쌓인 것[積多法]이다. 따라서 다시 중(眾: 무리)이라고도 한다.
 — 《대승의장》 제8권. 한문본

#### 신역에서의 해석
이에 비해, 신역(新譯)에서는 모두 온(蘊)이라고 번역하고 있는데, 음(陰)이라는 번역어에 대해 현장의 수제자인 규기는 《대승법원의림장(大乘法苑義林章)》 제5권에서 가리고 덮는다는 음부(陰覆)의 뜻에서의 음(陰: 가림, 그늘지게 함)에 해당하는 산스크리트어 원어는 색건타(塞建陀, skandha)가 아니라 발라바타(鉢羅婆陀, 산스크리트어: ?)라고 말하면서, 온(蘊)이 바른 번역이라고 말하고 있다.
한편, 신역의 《인왕경》에서 "색(色)은 색온을 말하고 심(心)은 나머지 4온을 말한다. 이들은 모두 적취의 성질이며 진리를 가리고 덮는 성질이다(色名色蘊 心名四蘊 皆積聚性 隱覆真性)"라고 진술하고 있는 등 신역의 경전과 논서들에서도 스칸다(skandha)에 대해 지의가 진술한 음부(蔭覆)의 뜻이 있는 것으로 설명하는 경우가 존재한다.
현대의 불교사전들에서는 거의 대부분이 스칸다(skandha)를 '다수의 법의 화합 · 적취 · 집합'이라는 뜻으로 해석하고 있는데, 음부(蔭覆: 진리를 가리고 덮음)의 뜻으로 해석하는 경우도 드물지 않게 발견된다.

## 온과 무위법
《아비달마구사론》에 따르면, 온은 유위법(有爲法)에만 해당되는 것으로 무위법(無爲法)에 대해서는 온이라고 할 수 없는데, 그 이유로 다음의 3가지를 들고 있다.
첫째로, 무위법은 색온 · 수온 · 상온 · 행온 · 식온의 가운데 그 어디에도 소속된다고 할 수 없다. 그 이유는 무위법이 색의 뜻[色義], 수의 뜻[受義], 상의 뜻[想義], 행의 뜻[行義], 식의 뜻[識義]의 그 어느 것도 충족시키지 않기 때문이다. 예를 들어 색의 본질적 성질은 변애성(變礙性)인데 무위법은 이러한 성질을 가지지 않는다. 그리고 무엇보다도 색온 · 수온 · 상온 · 행온 · 식온은 모두 유위법으로 변하고 바뀌는 성질의 법인데, 무위법은 이러한 성질을 띠지 않는다.
둘째로, 무위법은 여섯 번째의 온이 된다고 할 수 없다. 온이 되기 위해서는 우선 과거(過去) · 미래(未來) · 현재(現在) · 내(內) · 외(外) · 추(麤) · 세(細) · 열(劣) · 승(勝) · 원(遠) · 근(近)의 11품류가 존재해야 하고, 그런 후 이들을 적취하여 '하나의 무더기[一聚]'로 간추림으로써 하나의 별도의 온이 성립된다. 그런데 무위법에는 과거 · 미래 · 현재 등의 품류의 차별이 존재하지 않는다. 따라서 무위법을 하나의 별도의 온으로 성립시킬 수 없다. 따라서 여섯 번째의 온이란 존재할 수 없다. 즉, 5온 · 5취온 · 5무루온은 현상계에서 실제로 존재하고 또한 이러한 용어가 사용되지만 무위온(無爲蘊)이라는 것 단지 언어적 관념으로만 존재할 뿐 실제로 존재하지는 않는다.
셋째로, 유루에 통한 온 즉 취온(取蘊)은 오염[染]이 나타나는 의지처 즉 발동근거가 되고, 이에 반해 무루에 통한 온 즉 무루온(無漏蘊)은 청정[淨]이 나타나는 의지처 즉 발동근거가 된다. 따라서 오염[染]과 청정[淨]은 온을 의지처로 하여, 즉 발동근거로 하여, 즉 소의로 하여 나타난다. 그러나  무위법에는 오염[染]이 나타나는 의지처 즉 발동근거가 된다는 뜻이나 또는 청정[淨]이 나타나는 의지처 즉 발동근거가 된다는 뜻이 전혀 없다. 따라서 오염[染]과 청정[淨]이 무위법을 의지처로 하여, 즉 발동근거로 하여, 즉 소의로 하여 나타나는 일은 없다. 따라서 무위법은 '온'으로 설정하지 않는다.

## 온에 5온만 있는 이유
온(蘊)에 5가지의 종류, 즉 색온 · 수온 · 상온 · 행온 · 식온만이 있는 이유에 대해, 《대승아비달마집론》과 《잡집론》에서는 신구아사(身具我事) · 수용아사(受用我事) · 언설아사(言說我事) · 조작일체법비법아사(造作一切法非法我事) · 피소의지아자체사(彼所依止我自體事)의 5가지의 아사[五種我事]를 나타내기 위해서라고 말하고 있다.

## 같이 보기
- 3과: 5온 · 12처 · 18계
- 아사
- 2집: 아집과 법집
- 5견: 유신견 · 변집견 · 사견 · 견취 · 계금취

## 참고 문헌
- 이 문서에는 다음커뮤니케이션(현 카카오)에서 GFDL 또는 CC-SA 라이선스로 배포한 글로벌 세계대백과사전의 내용을 기초로 작성된 글이 포함되어 있습니다.
- 곽철환 (2003). 《시공 불교사전》. 시공사 / 네이버 지식백과.
- 무착 지음, 현장 한역, 이한정 번역 (K.572, T.1605). 《대승아비달마집론》. 한글대장경 검색시스템 - 전자불전연구소 / 동국역경원. K.572(16-157), T.1605(31-663). [깨진 링크(과거 내용 찾기)]
- 미륵 지음, 현장 한역, 송성수 번역 (K.599, T.1601). 《변중변론송》. 한글대장경 검색시스템 - 전자불전연구소 / 동국역경원. K.599(17-351), T.1601(31-477). [깨진 링크(과거 내용 찾기)]
- 세친 지음, 현장 한역, 권오민 번역 (K.955, T.1558). 《아비달마구사론》. 한글대장경 검색시스템 - 전자불전연구소 / 동국역경원. K.955(27-453), T.1558(29-1). [깨진 링크(과거 내용 찾기)]
- 세친 지음, 현장 한역, 한길로 번역 (K.601, T.1600). 《변중변론》. 한글대장경 검색시스템 - 전자불전연구소 / 동국역경원. K.601(17-397), T.1600(31-464). [깨진 링크(과거 내용 찾기)]
- 안혜 지음, 현장 한역, 이한정 번역 (K.576, T.1605). 《대승아비달마잡집론》. 한글대장경 검색시스템 - 전자불전연구소 / 동국역경원. K.576(16-228), T.1606(31-694). [깨진 링크(과거 내용 찾기)]
- 운허.  동국역경원, 편집. 《불교 사전》. 2016년 3월 6일에 원본 문서에서 보존된 문서. 2013년 2월 27일에 확인함.
- 최혜연 (1991). 《인도불교의 오온관 연구 - 초기유식학설을 중심으로》. 동국대학원 불교학과 석사학위논문.
- 한국사전연구사 (1998). 《종교학대사전》. 네이버 지식백과. ISBN 2007480000481 |isbn= 값 확인 필요: invalid prefix (도움말).
- (영어) Bodhi, Bhikkhu (trans.) (2000b). 《The Connected Discourses of the Buddha: A Translation of the Samyutta Nikaya》. Boston: Wisdom Publications. ISBN 0-86171-331-1.
- (중국어) 규기 찬 (T.1861). 《대승법원의림장(大乘法苑義林章)》. 대정신수대장경. T45, No. 1861, CBETA. 2016년 4월 26일에 원본 문서에서 보존된 문서. 2013년 2월 27일에 확인함.
- (중국어) 무착 조, 현장 한역 (T.1605). 《대승아비달마집론(大乘阿毘達磨集論)》. 대정신수대장경. T31, No. 1605, CBETA. 2014년 3월 17일에 원본 문서에서 보존된 문서. 2013년 3월 1일에 확인함.
- (중국어) 미륵 조, 현장 한역 (T.1601). 《변중변론송(辯中邊論頌)》. 대정신수대장경. T31, No. 1601, CBETA. 2016년 4월 26일에 원본 문서에서 보존된 문서. 2013년 2월 28일에 확인함.
- (중국어) 星雲. 《佛光大辭典(불광대사전)》 3판. 2011년 3월 19일에 원본 문서에서 보존된 문서. 2013년 2월 27일에 확인함.
- (중국어) 세친 조, 현장 한역 (T.1558). 《아비달마구사론(阿毘達磨俱舍論)》. 대정신수대장경. T29, No. 1558, CBETA. 2014년 3월 17일에 원본 문서에서 보존된 문서. 2013년 2월 27일에 확인함.
- (중국어) 세친 조, 현장 한역 (T.1600). 《변중변론(辯中邊論)》. 대정신수대장경. T31, No. 1600, CBETA. 2016년 4월 26일에 원본 문서에서 보존된 문서. 2013년 2월 28일에 확인함.
- (중국어) 안혜 조, 현장 한역 (T.1606). 《대승아비달마잡집론(大乘阿毘達磨雜集論)》. 대정신수대장경. T31, No. 1606, CBETA. 2014년 3월 17일에 원본 문서에서 보존된 문서. 2013년 3월 1일에 확인함.
- (중국어) 지의 설, 관정 기 (T.1911). 《마하지관(摩訶止觀)》. 대정신수대장경. T46, No. 1911, CBETA. 2016년 3월 4일에 원본 문서에서 보존된 문서. 2013년 2월 27일에 확인함.
- (중국어) 혜원 찬 (T.1851). 《대승의장(大乘義章)》. 대정신수대장경. T44, No. 1851, CBETA.